# Kapkobra
Kapkobra (Naja nivea) er en giftig slange, der hører til slægten Naja, der er en del af familien giftsnoge. På trods af sin beskedne størrelse bliver Kapkobraen generelt anset for den giftigste kobra i Afrika. Der findes adskillige geografiske farvevarianter. Den gule variant, som forekommer i Botswana, Transvaal og andre steder i artens udbredelsesområde, kan være hvid eller citrongul, en gul- og brunspættet variant er også almindelig i Botswana. Kap kobraens gift anses for at være lige så stærk som den sorte mambas (Dendroaspis polylepis) 